# Sejm bydgoski 1520
Sejm bydgoski 1520 – sejm walny Korony Królestwa polskiego zebrany w kole obozowym w Bydgoszczy. 
Obrady sejmu trwały od 3 listopada do 7 grudnia 1520 roku. 
W czasie wojny z Zakonem Krzyżackim wysokie podatki na uposażenie dla wojsk zaciężnych, a zwolniono pospolite ruszenie.